# Plateau-Central
Plateau-Central är en administrativ region i centrala Burkina Faso. Befolkningen uppgår till nästan 800 000 invånare, och den administrativa huvudorten är Ziniaré.

## Administrativ indelning
Regionen är indelad i tre provinser:
- Ganzourgou
- Kourwéogo
- Oubritenga

Dessa provinser är i sin tur indelade i sammanlagt 20 departement (dessa fungerar samtidigt som kommuner).